# Юган Ландсберг
Юган Ландсберг (швед. Johan Landsberg; нар. 30 грудня 1974) — колишній шведський тенісист.
Найвищу одиночну позицію світового рейтингу — 513 місце досяг 25 жовтня 1999, парну — 48 місце — 9 жовтня 2000 року.
Здобув 2 парні титули.
Найвищим досягненням на турнірах Великого шолома був чвертьфінал в змішаному парному розряді.

## Фінали турнірів ATP за кар'єру

### Парний розряд: 3 (2–1)
| Результат | W/L | Дата     | Турнір            | Покриття | Партнер            | Суперники                                 | Рахунок               |
| --------- | --- | -------- | ----------------- | -------- | ------------------ | ----------------------------------------- | --------------------- |
| Перемога  | 1–0 | Лют 2000 | Марсель, Франція  | Тверде   | Сімон Аспелін      | Хуан Ігнасіо Карраско Хайро Веласко, мол. | 7–6(7–2), 6–4         |
| Поразка   | 1–1 | Лют 2001 | Мілан, Італія     | Килим    | Том Ванхудт        | Паул Гаргейс Шенг Схалкен                 | 6–7(5–7), 6–7(4–7)    |
| Перемога  | 2–1 | Вер 2001 | Бухарест, Румунія | Ґрунт    | Александар Кітінов | Пабло Альбано Марк-Кевін Гелльнер         | 6–4, 6–7(5–7), [10–6] |

## Титули на челленджерах

### Парний розряд: (6)
| Ранг | Рік  | Турнір                | Покриття | Партнер            | Суперники                      | Рахунок               |
| ---- | ---- | --------------------- | -------- | ------------------ | ------------------------------ | --------------------- |
| 1.   | 1999 | Київ, Україна         | Ґрунт    | Сімон Аспелін      | Габор Кевеш Томас Штренґберґер | 6–3, 4–6, 6–2         |
| 2.   | 2002 | Гайльбронн, Німеччина | Килим    | Александар Кітінов | Франтішек Чермак Ота Фукарек   | 6–7(5–7), 6–3, 6–1    |
| 3.   | 2003 | Гайльбронн, Німеччина | Килим    | Сімон Аспелін      | Петр Пала Павел Візнер         | 6–4, 6–4              |
| 4.   | 2005 | Будапешт, Угорщина    | Ґрунт    | Стівен Гасс        | Амір Хадад Харел Леві          | 7–6(7–4), 6–1         |
| 5.   | 2005 | Гранбі, Канада        | Тверде   | Лу Єн-Сун          | Філіп Бестер Френк Данцевич    | 4–6, 7–6(7–5), 7–5    |
| 6.   | 2005 | Коллінг, Данія        | Килим    | Стівен Гасс        | Фредерік Нільсен Расмус Нербю  | 1–6, 7–6(7–4), [10–8] |